# دانيال فالفيردو
دانيال فالفيردو (بالإسبانية: Daniel Vallverdu)‏ مواليد 17 مارس 1986 في بلنسية، هو لاعب كرة مضرب فنزويلي سابق بدأ مسيرته كمحترف سنة 2004 وكان يلعب باليد اليمنى. أعلى تصنيف له في الفردي كان المركز الـ 727 في سنة 2005. أعلى تصنيف له في الزوجي كان المركز الـ 746 في سنة 2005.

## روابط خارجية
- دانيال فالفيردو على موقع رابطة محترفي التنس (الإنجليزية)
- دانيال فالفيردو على موقع الاتحاد الدولي لكرة المضرب (الإنجليزية)
- دانيال فالفيردو على موقع كأس ديفيز (الإنجليزية)
- دانيال فالفيردو على موقع خلاصة التنس.كوم (الإنجليزية)